# Anne Lasserre
Pour les articles homonymes, voir Lasserre.
Anne Lasserre, née en 1968, est une arbitre de tennis international d'origine toulousaine. Elle est également connue sous le nom de Anne Lasserre-Ullrich après son mariage avec Steve Ullrich, arbitre américain du circuit masculin.

## Biographie
Elle a été la première femme française à obtenir le badge or, la plus haute distinction en matière d'arbitrage. Ayant débuté en 1986, elle a travaillé pour la Fédération internationale de tennis en tant qu'arbitre professionnelle entre 1993 et 2002. Son dernier match est la rencontre entre Kim Clijsters et Serena Williams en finale du Masters de Los Angeles le 10 novembre 2002.
Elle a officié lors de quatre finales féminines du Grand Chelem : une à l'US Open et trois à Roland-Garros. Arbitre à Paris en 1996 et 1998, elle est principalement connue pour son rôle durant la finale 1999 opposant Steffi Graf à la numéro 1 mondiale Martina Hingis. En effet, alors qu'elle mène un set et un break, la Suissesse conteste une marque sur l'un de ses retours gagnant annoncé faute. L'arbitre et la juge de ligne ne parvenant pas à trouver la marque, Lasserre décide de donner le point à Graf conformément au règlement. Hingis va alors jusqu'à passer le filet (ce qui est interdit par le règlement) pour montrer une trace et retourne à sa chaise, refusant de continuer le jeu. L'intervention de la juge-arbitre Georgina Clark ne change rien et Hingis se voit infliger un point de pénalité.
Diplômée en management du sport en 2006, elle est toujours active dans le milieu du tennis en tant que juge-arbitre sur des tournois du circuit ITF et WTA. Elle a travaillé pour plusieurs sociétés de marketing sportif et occupe désormais un poste de chargée d'affaires au sein d'une société d'évènementiel spécialisée dans les solutions techniques audiovisuelles.
En 2013, elle est à l'origine de la caméra tyrolienne représentant un avion Airbus A380 miniature qui permet de bénéficier d'une vue aérienne des principaux courts à Roland-Garros. Cette innovation a été développée dans le cadre de son emploi de représentant commercial de la firme ACS France.